# Victor Nelsson
Victor Enok Nelsson (Hornbæk, 14 oktober 1998) is een Deens voetballer die sinds 2021 uitkomt voor Galatasaray. Nelsson is een verdediger.

## Clubcarrière
Nelsson startte zijn jeugdopleiding bij Hornbæk IF, de club uit zijn geboorteplaats. Later staptr hij over naar FC Nordsjælland, waar hij op 12 september 2016 zijn officiële debuut in het eerste elftal maakte tijdens de competitiewedstrijd tegen Aarhus GF. Nelsson werd geleidelijk aan een vaste waarde in het eerste elftal van de club. Na drie seizoenen versierde hij een transfer naar regerend landskampioen FC Kopenhagen. Daar speelde hij in zijn eerste seizoen meteen 53 officiële wedstrijden, met dank aan een mooie Europese campagne waarin Kopenhagen de kwartfinale van de Europa League haalde. Ook in het seizoen daarop was Nelsson een vaste waarde in de verdediging van Kopenhagen.
In augustus 2021 ondertekende hij een vijfjarig contract bij Galatasaray. De Turkse topclub betaalde zeven miljoen euro voor hem.

## Clubstatistieken
| Seizoen         | Club            | Competitie      | Competitie | Competitie | Beker | Beker | Europees | Europees | Totaal | Totaal |
| Seizoen         | Club            | Competitie      | Wed.       | Dlp.       | Wed.  | Dlp.  | Wed.     | Dlp.     | Wed.   | Dlp.   |
| --------------- | --------------- | --------------- | ---------- | ---------- | ----- | ----- | -------- | -------- | ------ | ------ |
| 2016/17         | FC Nordsjælland | Superligaen     | 23         | 0          | 1     | 0     | —        | —        | 24     | 0      |
| 2017/18         | FC Nordsjælland | Superligaen     | 33         | 1          | 1     | 0     | —        | —        | 34     | 1      |
| 2018/19         | FC Nordsjælland | Superligaen     | 34         | 1          | 1     | 0     | 5        | 0        | 40     | 1      |
| 2019/20         | FC Kopenhagen   | Superligaen     | 34         | 0          | 3     | 0     | 16       | 0        | 53     | 0      |
| 2020/21         | FC Kopenhagen   | Superligaen     | 27         | 1          | 0     | 0     | 3        | 0        | 30     | 1      |
| 2021/22         | FC Kopenhagen   | Superligaen     | 2          | 0          | 0     | 0     | 2        | 0        | 4      | 0      |
| 2021/22         | Galatasaray     | Süper Lig       | 36         | 1          | 1     | 0     | 8        | 0        | 45     | 1      |
| 2022/23         | Galatasaray     | Süper Lig       | 33         | 0          | 2     | 1     | —        | —        | 35     | 1      |
| 2023/24         | Galatasaray     | Süper Lig       | 32         | 2          | 4     | 0     | 10       | 0        | 46     | 2      |
| 2024/25         | Galatasaray     | Süper Lig       | 11         | 0          | 1     | 0     | 6        | 0        | 18     | 0      |
| 2024/25         | → AS Roma       | Serie A         | 4          | 0          | 1     | 0     | 0        | 0        | 5      | 0      |
| Carrière totaal | Carrière totaal | Carrière totaal | 269        | 6          | 15    | 1     | 50       | 0        | 334    | 7      |

Bijgewerkt tot en met het seizoen 2024/25.

## Interlandcarrière
Nelsson doorliep verschillende nationale jeugdteams. In 2019 nam hij met de Deense –21 deel aan het EK onder 21. Nelsson speelde er alle drie de groepswedstrijden volledig. Datzelfde jaar werd hij voor het eerst opgeroepen voor het Deens voetbalelftal. Op 11 november 2020 debuteerde Nelsson in het nationale team in een vriendschappelijke wedstrijd tegen Zweden (2–0). Hij werd op 30 mei 2024 door Kasper Hjulmand opgenomen in de Deense selectie voor het EK 2024 in Duitsland, maar moest wegens blessureleed voorafgaand aan het toernooi vervangen worden door Mathias Jørgensen.
| Interlands van Victor Nelsson | Interlands van Victor Nelsson | Interlands van Victor Nelsson | Interlands van Victor Nelsson | Interlands van Victor Nelsson | Interlands van Victor Nelsson | Interlands van Victor Nelsson |
| No.                           | Datum                         | Wedstrijd                     | Uitslag                       | Soort Wedstrijd               | Doelpunten                    |                               |
| Als speler bij Galatasaray SK | Als speler bij Galatasaray SK | Als speler bij Galatasaray SK | Als speler bij Galatasaray SK | Als speler bij Galatasaray SK | Als speler bij Galatasaray SK | Als speler bij Galatasaray SK |
| ----------------------------- | ----------------------------- | ----------------------------- | ----------------------------- | ----------------------------- | ----------------------------- | ----------------------------- |
| 1.                            | 11 november 2020              | Denemarken – Zweden           | 2 – 0                         | Vriendschappelijk             | -                             |                               |
| Als speler bij FC Kopenhagen  |                               |                               |                               |                               |                               |                               |
| 2.                            | 4 september 2021              | Faeröer – Denemarken          | 0 – 1                         | Kwalificatie WK 2022          | -                             |                               |
| 3.                            | 26 maart 2022                 | Nederland – Denemarken        | 4 – 2                         | Vriendschappelijk             | -                             |                               |
| 4.                            | 29 maart 2022                 | Denemarken – Servië           | 3 – 0                         | Vriendschappelijk             | -                             |                               |
| 5.                            | 3 juni 2022                   | Frankrijk – Denemarken        | 1 – 2                         | UEFA Nations League 2022/23   |                               |                               |
| 6.                            | 6 juni 2022                   | Oostenrijk – Denemarken       | 1 – 2                         | UEFA Nations League 2022/23   |                               |                               |
| 7.                            | 13 juni 2022                  | Denemarken – Oostenrijk       | 2 – 0                         | UEFA Nations League 2022/23   |                               |                               |
| Totaal                        | Totaal                        | Totaal                        | Totaal                        | Totaal                        | -                             |                               |

Bijgewerkt tot 8 september 2022

## Erelijst
| Süper Lig       | 2x | 2022/23, 2023/24 |
| Turkse supercup | 1x | 2023             |